# حنا خباز
حنا خباز  (1288 - 1374 هـ / 1871 - 1955 م) باحث وأديب سوري، ومترجم وكاتب، وقسِّيس. كتب العديدَ من المؤلَّفات الأدبية والتاريخية المهمَّة.

## نشأته
وُلِد حنَّا بن عبد الله بن حنَّا بن داود بن إلياس العجي عام 1871م في مدينة «حمص» من أبوَيْن فقيرين ومحيطٍ بعيدٍ عن العلم، وقد اتَّخَذ«حنَّا» اسمَ «خبَّاز» لأن والده كان خبَّازًا من أهل حمص، وغلب هذا اللقب على أسرته. تعلَّمَ القراءة في أحد الكتاتيب الأهلية، ثم التحَقَ بالمدرسة الإنجيلية بحمص؛ حيث درس اللغة العربية وبعض مبادئ العلوم، وبعدها التحَقَ بالمدرسة الأميركية بصيدا لمدة عامين وبمدرسة اللاهوت 1895م في سوق الغرب (بلبنان) ونال منها الشهادة الثانوية، ومارس أعمال التّبشير والتّعليم في عدة كنائس، وفي سنة 1901م عُيِّن واعظاً لكنيسة حمص الإنجيلية ومديراً لمدارسها. وكان من زملائه فارس الخوري ونقولا حداد.

## أسرته
أصل الأسرة من كفرام في وادي النصارى، وقد نزحت إلى حمص في القرن الثّامن عشر، وبعد نزوحها تغيّر اسم الأسرة إلى (مزوق) بدلاً من العجي.
وفي عام 1896م تزوَّجَ خباز من «آجيا اليازجي» وأنجَبَ منها أربعة بنين وبنتًا. واضطُرَّ إلى مغادرة حمص والسفر إلى مصر، ومنها إلى أمريكا عام 1917م؛ هربًا من الحكم بالسجن الذي صدر ضده، وبعد سنواتٍ عاد إلى حمص، إلا أنه غادَرَها مرةً أخرى وسافَرَإلى مصر والسودان من عام 1926م إلى عام 1938م، وبعدها عاد إلى دمشق وظلَّ بها عشر سنوات، ثم انتقَلَ بعائلته إلى لبنان وبقي فيها حتى أدركَتْه المَنِيَّة.

## مقابلته للعالِم توماس أديسون
سافر حنا في رحلاتٍ تبشيرية إلى مصر والولايات المتحدة الأمريكية وبلادٍ عدة وفي إحدى المرات في وعظاته في ولاية نيوجرزي الأميركية اِلْتَقَى المخترع أديسون في حرم الكنيسة فقال عن تلك الحادثة:" كان ذلك يوم الثلاثاء تاريخ 26 تشرن الأول عام 1920م الساعة الثانية بعد الظهر في مدينة أُورانج بولاية نيوجيرزي، وقفت ورفعت عيني إلى أديسون فإذا هو  طويل القامة، ضخم الجثّة، أشقر اللون، لُجيني الشَعر،حاد النظر، كثيــف الحاجبين، عريض المنكبين، عالي الجبهة، ثقيل السمع، بسيـط المظهر، عديم التكلُّف، خفيف الروح، يتكلّم كالأطفال. وسألته ما أحب اختراعاتك وأنفعها للناس؟ فأجابني المحرك الكهربائي، التنوير الكهربائي، الفونوغــراف، و الصور المتحركة.
ثم أهداه أديسون صورته ووقّع عليها" .

## أعماله
أنشأ سنة 1911م جريدة جادة الرشاد أسبوعية ثم حولها إلى مجلة سنة 1923م، (وهي مجلة تبحث في الآداب والفلسفة والعلميات والدفاععن المرأة  وبقيت خمس سنوات بعد تحويلها لمجلة.
وله العديد من المؤلَّفات الأدبية والتاريخية منها:
١- فِرنسا وسوريا (جزآن صغيران).
٢- الفلسفة في كل العصور (خطب ألقاها على تلاميذه في حمص).
٣- البرد القشيب (خطب ألقاها على تلاميذه في حمص).
٤- فلاسفة الأدهار (رسالة صغيرة).
٥- المعارك الفاصلة في التاريخ.
٦- أنت والكتاب.
٧- مذكرات (17 مجلّدًا) لم تطبع.
كما ترجَمَ إلى العربية عدة كتب منها:
١- جمهورية أفلاطون (اقتبسه من بعض الترجمات الإنكليزية).
٢- مسرحيات شكسبير (37 مسرحية).

## وفاته
تُوفِّي بمستشفى سوق الغرب في 26 تموز 1955م ودفن في العاصمة اللبنانية بيروت.
كان حنا خباز عالم كبير، صلب العقيدة، سريع الخاطر، بديهي النكتة، خطيب منوّه، متين اللغة.